# Bagnac-sur-Célé
Bagnac-sur-Célé là một xã thuộc tỉnh Lot trong vùng Occitanie phía tây nam nước Pháp. Xã này nằm ở khu vực có độ cao trung bình 234 mét trên mực nước biển.